# Nanae Aoyama
Nanae Aoyama (japonès: 青山 七恵, Aoyama Nanae; Kioto, 20 de gener del 1983) és una escriptora japonesa. Va guanyar el premi Bungei el 2005, i el 2006 el premi Akutagawa. Ha escrit Mado no akari (窓の灯, 2005), Hitori Biyori (ひとり日和, 2006), Yasashii tameiki (やさしいため息, 2008),Kakera (かけら, 2009), Mahōtsukai kurabu (魔法使いクラブ, 2009), Owakare no oto (お別れの音, 2010).